# Талица (нижний приток Святицы)
Талица — река в России, левый приток Святицы (бассейн Волги). Протекает в Фалёнском районе Кировской области. Устье реки находится в 69 км по левому берегу Святицы. Длина реки составляет 15 км.
Исток реки на Красногорской возвышенности юго-западнее села Талица. Генеральное направление течения — северо-восток. В среднем течении протекает село Талица, в черте которого на реке устроена запруда, в которую впадает справа река Колышка. Других населённых пунктов на реке нет. Высота устья — 140,6 м над уровнем моря.
Впадает в Святицу неподалёку от посёлка Набережный.

## Данные водного реестра
По данным государственного водного реестра России относится к Камскому бассейновому округу, водохозяйственный участок реки — Чепца от истока до устья, речной подбассейн реки Вятка. Речной бассейн реки — Кама.